# Каши Мишра
Ка́ши Ми́шра (IAST: Kāśī Miśra) — кришнаитский святой из Ориссы, современник и один из сподвижников Чайтаньи.  Жил в конце XV — первой половине XVI века. Был духовным учителем царя Пратапарудры и исполнял обязанности пуджари в храме Джаганнатхи. Так как дом Каши Мишры располагался поблизости от храма, Чайтанья избрал его своей резиденцией. Комната, в которой жил Чайтанья, впоследствии получила известность под названием «Гамбхира»  и после смерти Чайтаньи превратилась в место паломничества для кришнаитов.